# Johann Knief

Johann Knief

Johann Knief (* 20. April 1880 in Bremen; † 6. April 1919 in Bremen) war ein deutscher Lehrer, Redakteur und Politiker.

## Leben
Nach dem Besuch der Volksschule absolvierte Knief bis 1901 eine Ausbildung zum Volksschullehrer.
Er trat 1906 der SPD bei und entwickelte sich bereits vor dem Ersten Weltkrieg zu einem der Wortführer der Bremer Linksradikalen innerhalb der SPD.
Im August 1914 wurde er zum Militärdienst eingezogen; durch die Teilnahme an Kämpfen an der Westfront erlitt er einen Nervenzusammenbruch. Nach der Genesung wurde er im Oktober 1915 aus dem Militärdienst entlassen und er kehrte nach Bremen zurück. Dort bekämpfte er entschieden die Burgfriedenspolitik der rechten SPD-Führung und begrüßte die Ablehnung der Kriegskredite durch Karl Liebknecht im Reichstag am 2. Dezember 1914. So wurde er der anerkannte Führer der Bremer Linksradikalen von Ende 1915 an.
Von Juni 1916 bis März 1919 gab er in Bremen die Zeitschrift Arbeiterpolitik heraus, in der hauptsächlich die Auffassungen der Bremer Linksradikalen propagiert wurden. Entschieden wurde durch Knief die organisatorische Trennung von der SPD gefordert und die Gründung einer eigenständigen Linkspartei unter Führung der Spartakusgruppe vertreten. Er leistete illegale Arbeit in Berlin und München, wo er im Januar 1918 auch verhaftet wurde. Von Februar 1918 an befand er sich in „Schutzhaft“ in Berlin, bis er im November 1918 durch die Revolution befreit wurde.
Unter seiner Leitung entstanden im November 1918 aus den Bremer Linksradikalen die „Internationalen Kommunisten Deutschlands“ (IKD). Knief lehnte ein Mandat zum Gründungsparteitag der KPD, auf dem sich Spartakus und die IKD zusammenschlossen, ab, weil es ihn verpflichtet hätte, gegen die Teilnahme der Kommunisten an den Wahlen zur Weimarer Nationalversammlung zu stimmen, wie es die Mehrheit der IKD von ihren Delegierten verlangte. Knief war wie Karl Liebknecht und Rosa Luxemburg für die Teilnahme der KPD an den Wahlen zur Weimarer Nationalversammlung. Karl Radek schreibt in seinem Tagebuch, dass Knief eine Teilnahme am Gründungsparteitag unter anderem wegen Differenzen zu Luxemburgs Akkumulationstheorie abgelehnt habe. Diese Mitteilung bezieht sich jedoch auf ein Gespräch zwischen Radek und Knief in Berlin, bevor die IKD am 24. Dezember 1918 ihren organisatorischen Zusammenschluss mit dem Spartakusbund beschlossen. Infolge einer schweren Erkrankung und Erschöpfung hätte Knief ohnehin nicht am KPD-Gründungsparteitag teilnehmen können.
Trotz der schweren Krankheit wurde Knief im Januar 1919 zum Volksbeauftragten der Bremer Räterepublik ernannt. Kurzzeitig versteckte er sich nach der Niederschlagung der Räterepublik u. a. auf dem Barkenhoff von Heinrich Vogeler in Worpswede. Er wurde am 9. März 1919 für die KPD in die verfassungsgebende Bremer Nationalversammlung gewählt. Er verstarb nach fünf Operationen am 6. April 1919 an den Folgen einer Blinddarmvereiterung.

## Veröffentlichungen
- Briefe aus dem Gefängnis, Seehof, Berlin 1920